# Crenicichla iguassuensis
Crenicichla iguassuensis är en fiskart som beskrevs av Haseman, 1911. Crenicichla iguassuensis ingår i släktet Crenicichla och familjen Cichlidae. Inga underarter finns listade i Catalogue of Life.